# Pleurothallis phyllocardioides
Pleurothallis phyllocardioides es una especie de orquídea de la tribu Epidendreae que pertenece a la familia Orchidaceae.

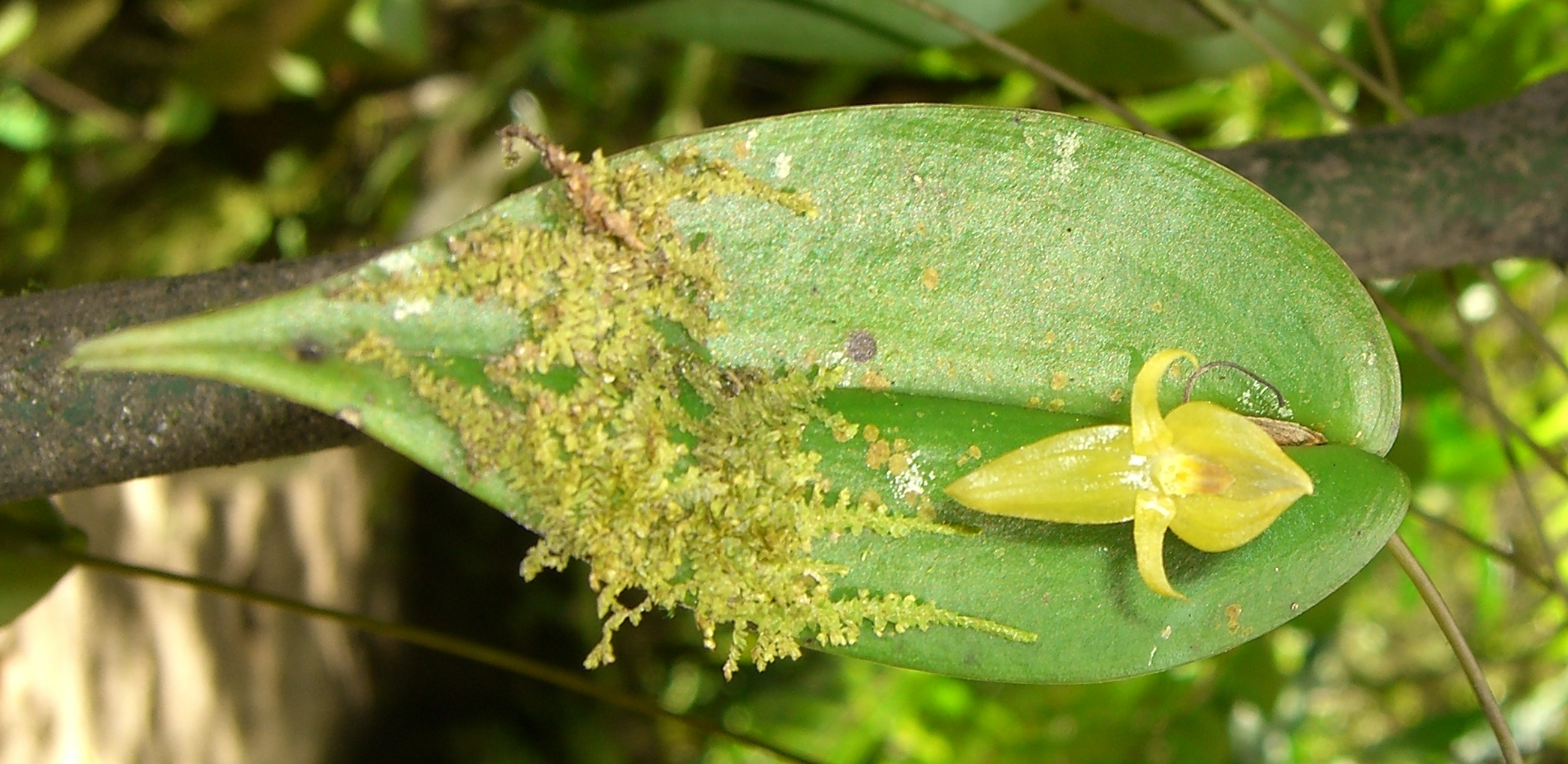
Detalle de la planta

## Distribución y hábitat
Encontrado en Guatemala a Bolivia, Venezuela y en la actualidad se encuentran ejemplares en Ciudad Bolívar Antioquia, Colombia en la cordillera de los Andes. En húmedas montañas y bosque piamonte a altitudes de 20 a 1800 m s. n. m.

## Descripción
Una especie que cada vez se desarrolla en zonas más caliente, son diminutas con flores de 5 mm, con hojas caespitosas, cordiformes. Es epífita erecta, tiesa, con delgado ramicauls condos hojas basales, alargadas, tubulares y una vaina única, apical, oval, triangular, cordiforme, acuminada, tieso, ligeramente coriáceas con hojas perpendiculares al tallo erecto y flores en una inflorescencia apical,  corta que posee las flores contra la base de las hojas y que se producen en el otoño a durante la primavera.

## Taxonomía
Pleurothallis phyllocardioides fue descrita por Rudolf Schlechter y publicado en Repertorium Specierum Novarum Regni Vegetabilis, Beihefte 19: 193. 1923.
Etimología
Pleurothallis: nombre genérico que deriva de la palabra griega  'pleurothallos', que significa "ramas parecidas a costillas". Esto se refiere a la similitud de las costillas de los tallos de muchas de sus especies.
phyllocardioides: epíteto latino que significa "que la hoja tiene forma de corazón".
Sinonimia
- Pleurothallis acostaei  Schltr. (1923)
- Pleurothallis rhaphidopus Schltr. (1924)
- Pleurothallis graciliscapa C. Schweinf. (1951)
- Zosterophyllanthos phyllocardioides (Schltr.) Szlach. & Marg. (2001)
- Acronia phyllocardioides (Schltr.) Luer (2005)[2][3][4]